# Гексафторсиликат аммония
Гексафторосиликат аммония — неорганическое вещество, соль аммония и кремнефтористоводородной кислоты (NH4)2SiF6. Встречается в природе как минерал Барарит.

## Свойства
Гексафторосиликат аммония — бесцветное кристаллическое вещество. При нагревании выше 175 °C разлагается. Хорошо растворим в воде (217,8 г/л при 26,7 °C и 369,3 г/л при 68,3 °C).
В щелочных растворах подвергается гидролизу:
{\displaystyle {\mathsf {(NH_{4})_{2}SiF_{6}+4NH_{4}OH+(n+2)H_{2}O\rightarrow 6NH_{4}F+SiO_{2}\cdot nH_{2}O}}}
Эта реакция используется для получения белой сажи.

## Получение и применение
Гексафторосиликат аммония синтезируют реакцией гексафторкремниевой кислоты с аммиаком или реакцией тетрафторида кремния с фторидом аммония:
{\displaystyle {\mathsf {2NH_{3}+H_{2}SiF_{6}\rightarrow (NH_{4})_{2}SiF_{6}}}}
Кроме того гексафторосиликат аммония является побочным продуктом в производстве фторидов и гидрофторидов: NH4F, NH4HF2, CaF2, NaHF2 и др.
Гексафторосиликат аммония используется как компонент растворов для травления стекла.